# Michel Lotito
Michel Lotito, beter bekend als Monsieur Mangetout ('meneer alleseter'), (Grenoble, 16 juni 1950 – aldaar, 17 april 2006) was een Franse entertainer. Lotito werd bekend doordat hij bijna alles at, vandaar zijn bijnaam.

## Levensloop
Lotito begon rond zijn negende levensjaar ongebruikelijk materiaal te eten. Vanaf 1966, hij was toen ongeveer 16 jaar, begon hij dit publiekelijk te doen. Michel Lotito leed aan pica, een medische term voor de zucht naar het consumeren van niet-eetbare dingen. Hij at onder andere metaal, glas en rubber, zoals fietsen, televisies, boodschappenwagens, een Cessna 150 en andere spullen. Over het eten van het vliegtuig deed hij twee jaar, van 1978 tot 1980.
Lotito ondervond niet veel negatieve effecten van zijn bijzondere dieet, zelfs nadat hij normaal gesproken giftig materiaal gegeten had. Terwijl hij optrad, consumeerde Lotito ongeveer een kilogram aan materiaal per dag, voorafgegaan door minerale olie en vergezeld van een grote hoeveelheid water tijdens de 'maaltijd'. Hij merkte echter op dat hij wel ziek werd van bananen en hardgekookte eieren. Naar schatting heeft Lotito tussen 1959 tot 1997 ongeveer negen ton metaal opgegeten.
Michel Lotito overleed op een natuurlijke wijze op 55-jarige leeftijd.

## Lijst van geconsumeerde producten

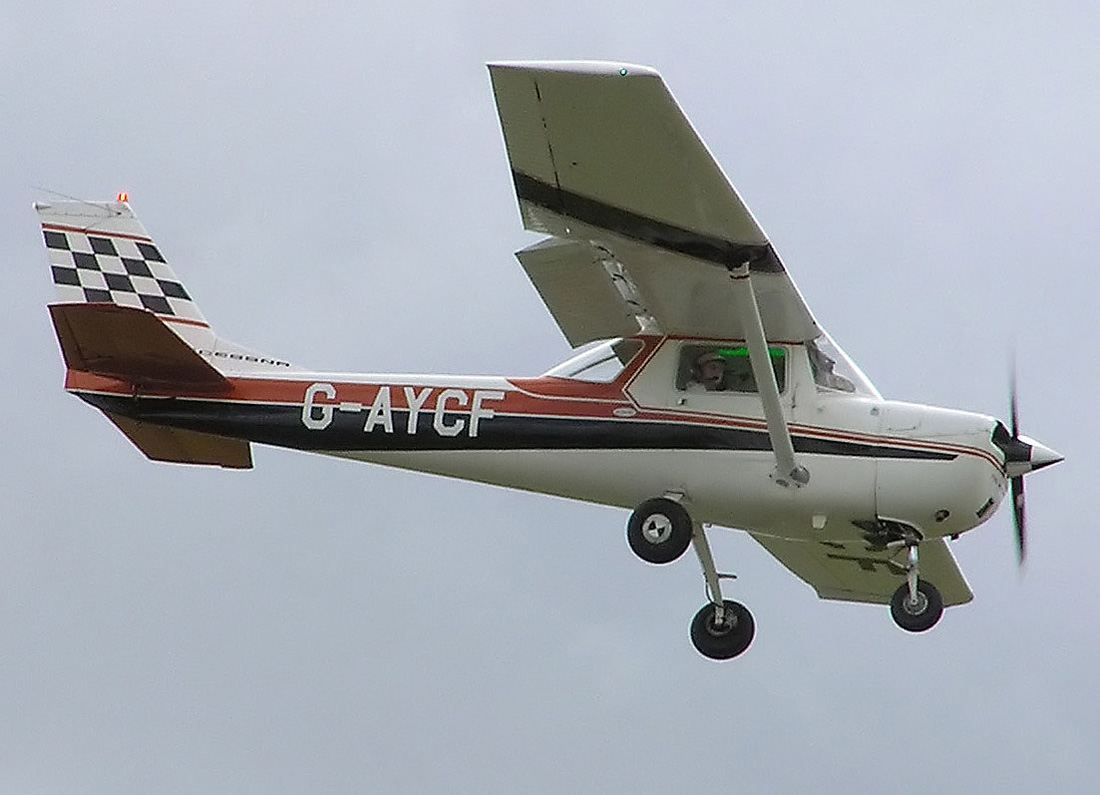
Een Cessna 150, een van de beroemdste dingen die Lotito at in zijn leven.

| Product                | Aantal |
| ---------------------- | ------ |
| Fiets                  | 18     |
| Winkelwagen            | 15     |
| Televisie              | 7      |
| Kroonluchter           | 8      |
| Nerf-pistool           | 2      |
| Hele octopus           | 1      |
| Toiletpot              | 3      |
| Schapenhart            | 5      |
| Bed                    | 2      |
| Ski's (paar)           | 1      |
| Cessna 150 (vliegtuig) | 1      |
| Doodskist              | 1      |
| Stalen ketting         | 400 m  |